# تشيبيسو مولوانتوا
تشيبيسو مولوانتوا (بالإنجليزية: Tshepiso Molwantwa)‏ (مواليد 17 أكتوبر 1978 في بوتسوانا) لاعب كرة قدم بوتسواني دولي يجيد اللعب في مركز الهجوم . يلعب حاليا لصالح نادي نوتواني البوتسواني منذ سنة 2009 .

## روابط خارجية
- تشيبيسو مولوانتوا على موقع قاعدة بيانات كرة القدم.إي يو (الإنجليزية)
- تشيبيسو مولوانتوا على موقع ناشيونال فوتبول تيمز (الإنجليزية)